# Glenburnie
Glenburnie är en ort i Australien. Den ligger i kommunen Grant och delstaten South Australia, omkring 380 kilometer sydost om delstatshuvudstaden Adelaide. Antalet invånare är 401.
Närmaste större samhälle är Mount Gambier, nära Glenburnie. 
I omgivningarna runt Glenburnie växer i huvudsak städsegrön lövskog. Runt Glenburnie är det mycket glesbefolkat, med 5 invånare per kvadratkilometer. Genomsnittlig årsnederbörd är 896 millimeter. Den regnigaste månaden är juni, med i genomsnitt 151 mm nederbörd, och den torraste är februari, med 15 mm nederbörd.